# Cantó de Sarajevo
El cantó de Sarajevo és un dels 10 cantons de Bòsnia i Hercegovina. La capital és Sarajevo. Bàsicament, el cantó abasta l'àrea metropolitana de la ciutat que es troba dintre de les fronteres de la Federació. Encara que conté el 98% de la població de Sarajevo, aquesta es concentra en una àrea molt petita respecte del total oficial de la ciutat.

## Geografia
El Cantó de Sarajevo té el perfil geogràfic bosnià típic. Se situa prop del centre geomètric del país i inclou nombrosos becs i muntanyes com són Bjelašnica, Igman, Jahorina, Trebević o Treskavica. Les ciutats del Cantó solen estar construïdes en els turons situats al peu d'aquestes muntanyes així com en les valls que s'obren entre elles. La vall més destacable és la de Sarajevo, una petita depressió sobre la qual s'assenta el gruix de la ciutat. El riu Miljacka travessa el cantó, a més de comptar amb Vrelo Bosne, naixement del riu Bosna.

## Economia
L'economia del cantó de Sarajevo creixia lentament, experimentant un debilitament considerable durant el Setge de Sarajevo. La taxa oficial d'ocupació a Bòsnia i Hercegovina ronda el 45,5%; no obstant això, l'economia submergida fa que el seu valor real se situï entre un 25 i un 30%. En Sarajevo les dades oficials marquen una taxa d'atur del 20% de la població activa. La principals activitats econòmiques de la regió són el turisme, la indústria agroalimentària i la manufactura en general. Diverses de la majors empreses de Bòsnia així com moltes multinacionals com Coca Cola tenen les seves instal·lacions a Cantó de Sarajevo.

## Govern i Institucions
Com succeïx en tots els cantons de la Federació, el poder executiu del Cantó de Sarajevo resideix en el Premier, càrrec actualment ocupat per Besim Mehmedić. Igual que la majoria de caps de govern del món, el Premier compta amb un gabinet de ministres, a més de diferents serveis i agències governamentals.
El cantó es divideix en 9 municipis encapçalats per les principals localitats de la regió, excepte en el cas de Sarajevo, que per la seva grandària es compon de 4 municipis separats controlats per un govern metropolità propi. Malgrat que els municipis a Bòsnia no són ajuntaments ordinaris, en el cas de les principals ciutats els seus territoris i/o noms coincideixen (per exemple la ciutat de Ilidža forma part del municipi de Ilidža) i aquests governs són governs locals de facto, doncs controlen la ciutat i els seus principals barris.
- Agències del Cantó de Sarajevo 
  - Agencia per al Desenvolupament
  - Agència de Reserves Econòmiques
  - Agència d'Informació i Estadística
  - Agència de Planificació del Creixement
  - Brigada Professional de Bombers

## Història
La història del Cantó de Sarajevo es remunta al Neolític, moment que va sorgir la cultura Butmir, els integrants de la qual van fer d'aquestes muntanyes i pujols la seva llar. En l'edat de Bronze es van assentar en la zona els il·liris, sent la tribu local, els Daesitates, qui controlaven la major part del territori. Organitzats com grup de combat, foren els últims il·liris en resistir-se a la romanització, fet que finalment va esdevenir l'any 9 dC.
Ja sota domini de l'Imperi Romà, la regió es va veure dotada d'infraestructures tals com calçades i es va desenvolupar un assentament important en la part alta de l'actual ciutat d'Ilidža. Durant l'Edat Mitjana, l'àrea del Cantó de Sarajevo va ser part essencial del Regne de Bòsnia, sent la ciutat de Vrhbosna una de les més importants del moment.
El veritable desenvolupament de la regió va començar amb la conquesta otomana del territori, ja que va anar en aquesta època en la qual el noble musulmà local Isa-Beg Isaković va asseure les bases de l'actual ciutat de Sarajevo, entre 1461 i 1463. La regió va evolucionar al vertiginós ritme que ho feia la ciutat, que ràpidament es va convertir en la segona de l'Imperi, després d'Istanbul, i la més important de tota la península balcànica. Posteriorment, la influència austrohongaresa va modernitzar i occidentalitzà la vida de la regió.
Amb la constitució de la República Federal Socialista de Iugoslàvia, el govern comunista va continuar amb el desenvolupament de la zona, la població de la qual es va triplicar. Tot aquest progrés es va veure reduït a la mínima expressió després de l'esclat de la Guerra de Bòsnia a principis dels anys 90. La formació del cantó és conseqüència directa de la resolució d'aquest conflicte; en concret, la seva creació es va decidir en l'Acord Bosnià-Croat signat a Washington en 1994, per a després quedar establertes les seves fronteres en els cèlebres Acords de Dayton de 1995.

## Demografia
El Cantó de Sarajevo comprèn Sarajevo i la seva àrea metropolitana. Segons les estadístiques oficials de 2007, la població total del Cantó de Sarajevo s'estima en 419.030. La distribució ètnica de la població del Cantó és com segueix: un 79,6% so bosnians, un 11,2% serbis i un 6,7% croats. El municipi amb major desequilibri ètnic és Stari Grad, un dels 4 que formen Sarajevo, on el 98% de la població és bosniana. Dels nou municipis, el més poblat és Novi Grad (Sarajevo) amb gairebé 300.000 habitants. Per contra, el de menor població és Trnovo, amb només 839 residents.

## Municipis

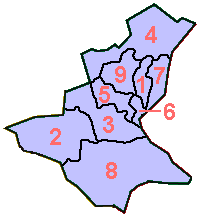
Mapa dels nou municipis del cantó

El cantó és dividit en 9 els municipis de 
- Ciutat de Sarajevo:
  - Centar (1)
  - Novi Grad (5)
  - Stari Grad (7)
  - Novo Sarajevo (6)

- Resta del cantó:
  - Hadžići (2)
  - Ilidža (3)
  - Ilijaš (4)
  - Trnovo (8)
  - Vogošća (9)